# Kemenes Ernő
| Kemenes Ernő                              | Kemenes Ernő                                                                                |
| Kattints az alábbi külső linkek egyikére! | Kattints az alábbi külső linkek egyikére!                                                   |
| ----------------------------------------- | ------------------------------------------------------------------------------------------- |
| Nem található szabad kép.(?)              |                                                                                             |
| külső link · jogvédett                    | Kemenes Ernő. Pulai Miklós Baráti Társaság. 202103.26.                                      |
| külső link · jogvédett                    | Kemenes Ernő és Békesi László. Fortepan. Képszám 1385061990. Fotó adományozó: Szalay Zoltán |

Kemenes Ernő (Budapest, 1940. október 1. –) magyar közgazdász. A Magyar Tudományos Akadémia Költségvetési Bizottságának tagja.

## Életpályája
1962-ben végzett a Marx Károly Közgazdaságtudományi Egyetem hallgatójaként. 1962–1963 között az Erőmű Tröszt üzemgazdásza volt. 1963–1968 között a Marx Károly Közgazdaságtudományi Egyetem Népgazdasági Tervezés Tanszék tanársegéde és adjunktusa volt. 1968–1978 között az Országos Tervhivatal Tervgazdasági Intézetének munkatársa, 1978–1980 között a Területi-Szociális és Kulturális Főosztály főosztályvezető helyettese volt. 1980–1981 között a Művelődési Minisztérium művelődés-politikai főosztályvezetője volt. 1981–1983 között a Tudománypolitikai Bizottság Társadalomtudományi Koordinációs Bizottságának titkára volt. 1983–1987 között az Országos Tervhivatal Tervgazdasági Intézet intézetvezetőjeként dolgozott. 1987–1989 között az Országos Tervhivatal államtitkára, 1989–1990 között elnöke volt a Németh-kormányban miniszteri rangban. 1987–1996 között a Magyar Közgazdasági Társaság főtitkára, alelnöke, majd elnöke volt. 1990-től a Budapesti Közgazdaságtudományi Egyetem közszolgálati tanszékvezető egyetemi docense. 1992–1998 között a Magyar Nemzeti Bank jegybanktanácsának tagja volt. 1992–2000 között a Deloitte and Touche könyvvizsgáló cég elnöke volt. 1994-ben Horn Gyula miniszterelnök tanácsadó testületének tagja volt. 2002-től a Mol Rt. igazgatóságának tagja. 2002–2004 között a Magyar Export-Import Bank Rt. és a Magyar Exporthitel-biztosító Rt. elnöke volt.

## Díjai
- A Magyar Érdemrend parancsnoki keresztje (2003)[1]